# Plaga de langosta en Madagascar de 2013

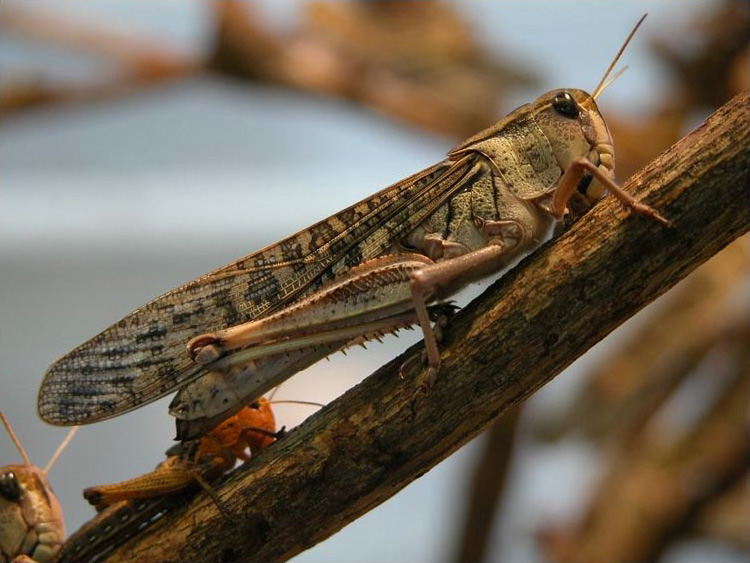
Una patrona chizo sentada en una rama con un menor de edad a un lado.

En 2012, Madagascar experimentó un aumento en las poblaciones de langostas migratorias (Locusta migratoria), lo que lleva al país a la emisión de una "alerta de langosta" en noviembre, lo que indica que las condiciones eran adecuadas para el enjambre de la plaga de insectos. En febrero de 2013, el ciclón Haruna azotó el país, creando las "condiciones óptimas" para la cría de la langosta. A finales de marzo de 2013, aproximadamente el 50% del país estaba infestado por enjambres de langostas, que consta de más de mil millones de insectos cada uno, llevando a las autoridades a mejorar la situación de "plaga" de estado. "No veo nada excepto langostas. Te das la vuelta, hay langostas en todas partes", comentó un testigo presencial.
La noticia de la infestación se hizo global durante la semana previa a la Pascua, haciendo comparaciones con las plagas bíblicas de Egipto, uno de los cuales era un enjambre de langostas. Es el peor brote de langosta en Madagascar desde que hubo un brote de 17 años de duración, que se inició durante la década de 1950.